# Evgeny Popov
Pour les articles homonymes, voir Popov.
Evgeny Popov (né le 18 septembre 1984 à Penza) est un coureur cycliste russe professionnel de 2006 à 2011, et directeur sportif de l'équipe Itera-Katusha de 2011 à 2014.

## Palmarès
- 2005
  -  Champion du monde sur route militaire
  - 1rea étape des Cinq anneaux de Moscou
  - 3e étape du Triptyque des Barrages
  - 2e du championnat de Russie sur route
  - 3e du championnats du monde sur route espoirs
- 2006
  - Omloop der Kempen
  - 2e du Tour de Hollande-Septentrionale
- 2009
  - 3e du Duo normand (avec Alexander Porsev)

## Classements mondiaux
| Année           | 2005 | 2006 | 2007 | 2008 | 2009 |
| --------------- | ---- | ---- | ---- | ---- | ---- |
| UCI Europe Tour | 276e | 157e | 958e | 650e | 577e |